# 익산 영등동 유적
익산 영등동 유적은 전북특별자치도 익산시 영등동에 있는 청동기 시대의 유적이다. 2002년 5월 30일 익산시의 향토유적 제1호로 지정되었다.

## 개요
1995년~1996년 3차에 걸쳐 발굴조사 실시된 유적으로 조사결과 청동기시대주거지 24기, 원삼국시대 주구묘 4기, 수혈유구 15기 등 확인되었다. 유적은 발굴 후 Ⅱ지구의 장방형주거지 근처를 공원지구로 지정 일부 주거지를 이전하였다.

## 참고 자료
- 영등동유적 - 익산시 문화관광